# Костел Діви Марії Розарії і монастир домініканців (Гродно)

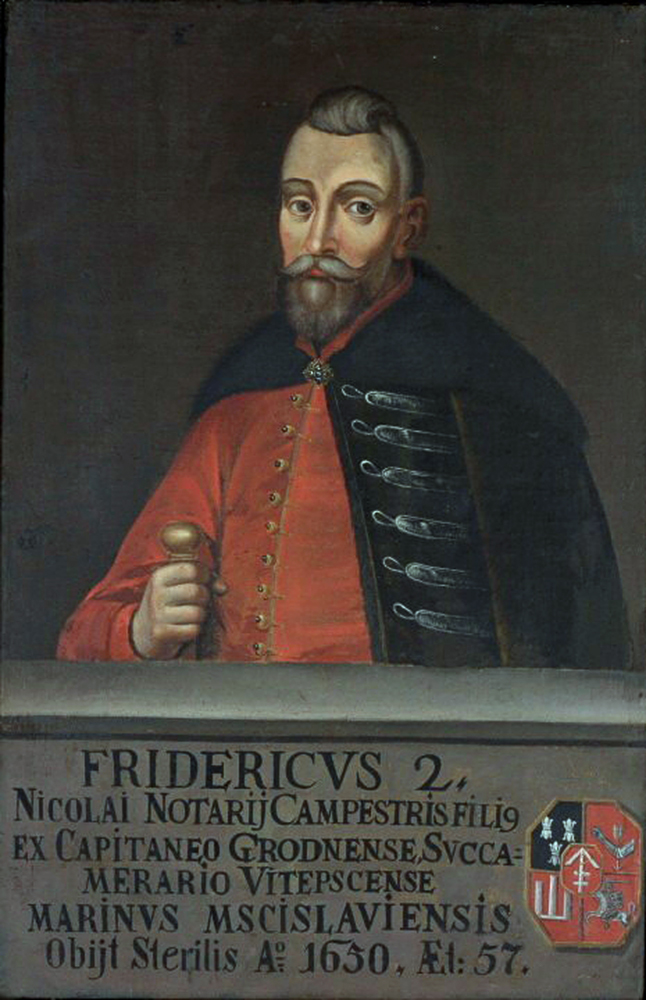
Фундатор монастиря Фредерік Сапега

Костел Діви Марії Розарії і монастир домініканців (біл. Касцёл Маці Божай Ружанцовай і кляштар дамініканцаў) — архітектурний комплекс стилю бароко, побудований орденом домініканців у м. Гродно. На даний час будівля костелу не збереглася, лише монастирські корпуси, які розташовані на вул. Радянській, буд. 6 і 8.

## Історія

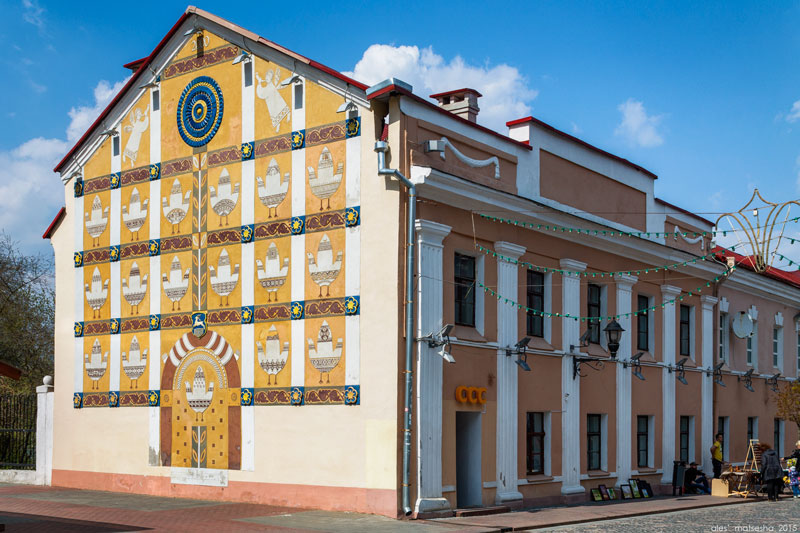
Фрагмент будівлі монастиря

Костел і монастир засновані Мстиславским воєводою Фредеріком Сапегою та його дружиною Крістіною з роду Поцеїв. У 1632 році король Сигізмунд III Ваза дав згоду домініканцям на будівництво. Перші будівлі були дерев'яними. Після нищівної пожежі 1708 року розпочато будівництво (за іншими даними — відновлення) кам'яного костелу в стилі сарматського бароко, який був освячений у 1726 році. У 1737 році розпочалося зведення кам'яного монастиря, яке розтягнулося на 30 років. У 1783 році домініканець Людовик Гринцевич склав проект кам'яного корпусу школи, який планувалося побудувати на місці знищеного пожежею дерев'яного, — це зафіксовано на плані міста від 1795 року.
До початку XIX століття домініканці налагодили кращу систему освіти в місті. У першій половині XIX століття монастир був закритий, а в монастирському корпусі (вул. Радянська, 6) відкрита чоловіча гімназія. Студенти гімназії взяли активну участь у Січневому повстанні 1863 року, тому в 1875 році, «з метою уникнення спокуси серед місцевого населення», царська адміністрація знищила костел. Корпус по вул. Радянській, 8 протягом XIX століття використовувався як навчальний, в тому числі жіночою гімназією. Пізніше в ньому розташовувався магістрат.

## Архітектура
Польський письменник Юліан Урсин Нємцевич називав домініканський костел одним із найкрасивіших у Гродно. Храм мав строгий фасад у стилі сарматського бароко. Зовнішній вигляд костелу зображено на картині другої половини XIX ст. авторства Н. Орди, а також на зробленій світлині 1870-тих років (незадовго до його знесення).
Корпус монастиря, розташований по вул. Радянській, 6, багато разів перебудовувався. Являє собою найдовшу (довжина фасаду — понад 95 метрів) на вулиці будівлю у стилі класицизму. Центральна частина виділена трикутним фронтоном і рустом першого поверху. Планування змінене.
Будівля, розташована за адресою: вул. Радянська, 8, декорована пілястрами і бароковими волютами. Планування коридорне.